# Moše Sne
Moše Sne (hebrejsky: משה סנה, rodným jménem, Moše Kleinbaum, žil 6. ledna 1909 – 1. března 1972) byl izraelský politik a poslanec Knesetu za strany Mapam, Si'at smol a Maki.

## Biografie
Narodil se ve městě Radzyń v tehdejší Ruské říši (dnes Polsko). Absolvoval Polsko střední státní školu a vystudoval matematiku, přírodní vědy a lékařství na Varšavské univerzitě, kde v roce 1935 získal doktorát. Do roku 1939 pracoval jako lékař. Po vypuknutí druhé světové války působil jako lékař v polské armádě. V roce 1940 přesídlil do dnešního Izraele, kde se zapojil do jednotek Hagana. V letech 1941–1946 byl velitelem jejího státního velení. Jeho synem je izraelský politik Efrajim Sne.

## Politická dráha
Jako student patřil mezi členy sionistické mládežnické organizace Jardenia a její radikální frakce ha-Karmela. Byl předsedou organizace Jardenia v roce 1926. V roce 1929 se stal předsedou svazu židovských studentů lékařství. V roce 1931 vydával polskojazyčný deník Nova Slova, později v letech 1933–1939 změněný na Ofinia. V letech 1933–1939 byl také politickým editorem listu ha-Janet. V roce 1932 byl zvolen do ústředního výboru polské sionistické federace. Byl vůdcem radikálních sionistů. Po příchodu do dnešního Izraele se roce 1944 stal členem Židovské národní rady, zasedal ve vedení Židovské agentury, jejíž odbor pro ilegální imigraci řídil letech 1945–1947. V letech 1946–1947 také řídil politický odbor pro Evropu při Židovské agentuře. Zabýval se i obstaráváním zbraní. Během razie (Černá sobota) britských mandátních úřadů v roce 1946 byl na seznamu osob, které měly být zatčeny, ale uprchl do Paříže. V roce 1948 vstoupil do strany Mapam, kde vedl její levé křídlo orientované výrazně prosovětsky. Byl zástupcem šéfredaktora listu Al ha-mišmar v letech 1948–1953.
V izraelském parlamentu zasedl poprvé už po volbách v roce 1949, do nichž šel za Mapam. Nastoupil do parlamentního výboru pro záležitosti vnitra a výboru finančního. Za Mapam obhájil mandát ve volbách v roce 1951. Zasedl se výboru pro záležitosti vnitra, výboru pro ústavu, právo a spravedlnost a výboru finančním. V průběhu volebního období v roce 1953 z Mapam odešel a utvořil formaci Si'at smol (Levá frakce), přičemž se posunul dále doleva a odmítl sionismus. V roce 1954 vstoupil do komunistické strany Maki. Byl členem jejího ústředního výboru a politbyra. Vydával list Hlas lidu. Za tuto stranu byl pak zvolen ve volbách v roce 1955. Nastoupil jako člen do parlamentního výboru pro záležitosti vnitra, výboru pro ústavu, právo a spravedlnost a výboru pro ekonomické záležitosti, výboru pro vzdělávání a kulturu a výboru House Committee. Ve volbách v roce 1959 byl opět zvolen za Maki. Poslancem se ovšem stal až dodatečně, v prosinci 1959, jako náhradník. Byl členem výboru pro veřejné služby a výboru House Committee. Uspěl i ve volbách v roce 1961, opět na kandidátce Maki. Zasedl ve výboru pro záležitosti vnitra, výboru pro ekonomické záležitosti, výboru pro ústavu, právo a spravedlnost a výboru House Committee.
V roce 1965 byl Sne ústředním aktérem rozkolu v Maki, od které se odštěpila nová, radikálnější komunistická strana Rakach. Sne zůstal v původní straně Maki, ale ve volbách v roce 1965 s ní neuspěl a poslanecké křeslo nezískal. Své kritické názory na sionismus mezitím po šestidenní válce poněkud zmírnil. Do parlamentu se vrátil až po volbách v roce 1969, opět za Maki. Stal se členem výboru práce. Zemřel během funkčního období. V křesle poslance ho nahradil Šmu'el Mikunis.